# 誠之堂

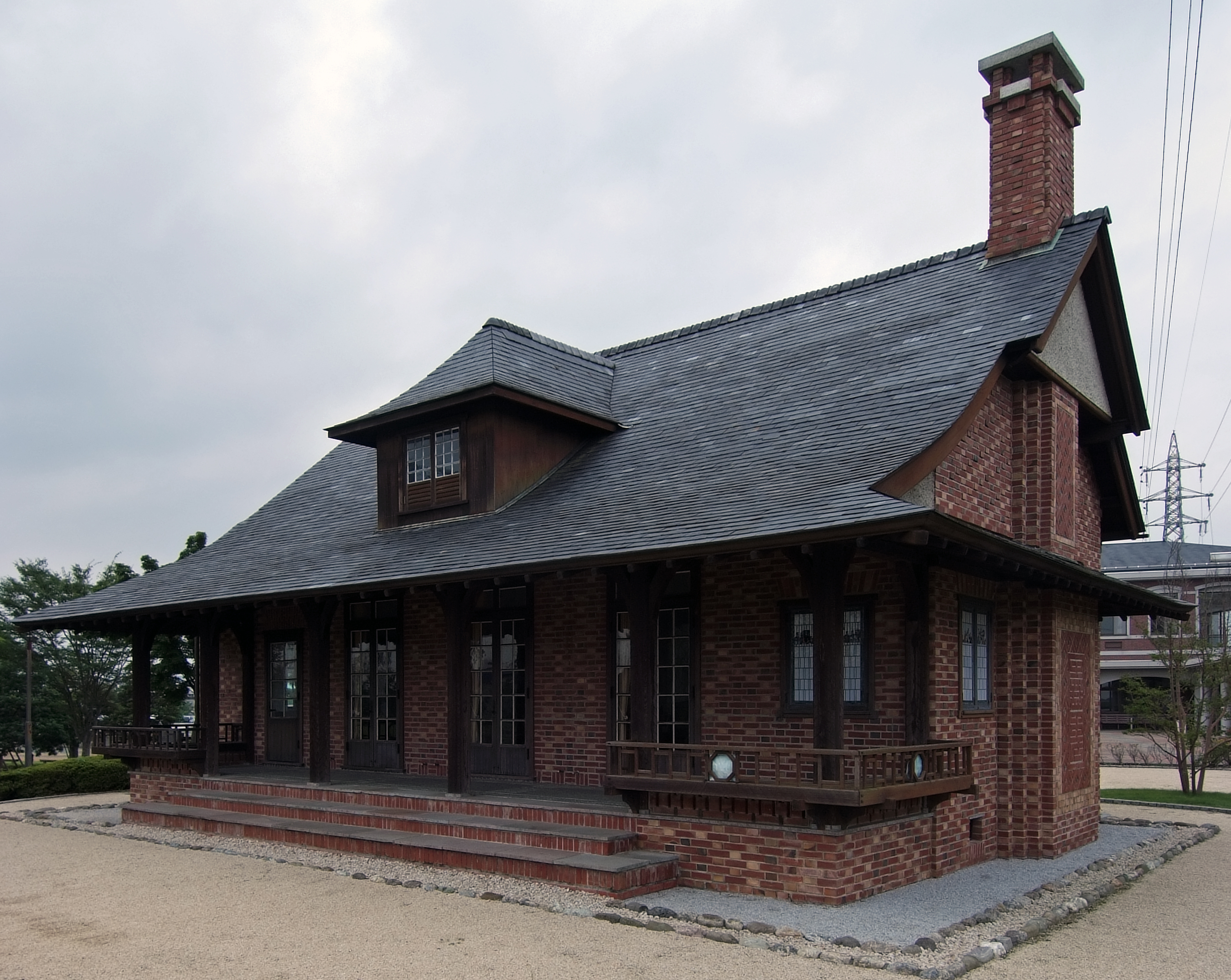
誠之堂

誠之堂（せいしどう）は、埼玉県深谷市にある建築物。国の重要文化財。

## 概要
渋沢栄一の喜寿を記念して、第一銀行行員用の運動施設である東京世田谷の清和園内に建てられ、1916年（大正5年）に竣工した。渋沢本人により、儒教の『中庸』の一節「誠者天之道也、誠之者人之道也」（誠は天の道なり、これを誠にするは人の道なり）に因んで命名された。1999年（平成11年）に渋沢栄一生家のある深谷市に保存のため移築され、2003年（平成15年）5月30日には国の重要文化財に指定された。田辺淳吉の代表作。隣接地には同じく清和園から移築された清風亭が建つ。2017年（平成29年）9月21日、当時の天皇皇后が私的な行幸啓で来訪し、渋沢栄一記念館や渋沢栄一生家である中の家とともに視察した。